# Nicholas Jones
Nicholas Jones (3 de abril de 1946 en Londres, Gran Londres) es un actor inglés.

## Biografía
Es hijo del también actor Griffith Jones y hermano de la actriz Gemma Jones.
Asistió a la Westminster School y entró en la RADA y en el Bristol Old Vic Theatre School donde estudió interpretación.
Siguiendo los pasos de su padre, actuó en la Royal Shakespeare Company (en 1999) y en el Shakespeare's Globe.

## Filmografía
- The Blockhouse (1973)
- Daisy Miller (1974)
- A Dangerous Man: Lawrence After Arabia (1990)
- Unnatural Causes (1993)
- Lipstick on Your Collar (1993)
- Sharpe's Company (1994)
- Bramwell (1995)
- A Touch of Frost (1996)
- The Beggar Bride (1997)
- The Alan Clark Diaries (2004)
- Vera Drake (2004)
- Vanity Fair (2004)
- Sensitive Skin (2005)
- Dunkirk (2005)
- New Tricks (2005)
- Copying Beethoven (2006)
- Spooks (2006)
- Margaret (2009)
- The Shadow Line  (2011)
- Silk  (2012)
- Holby City (2012)
- Henry IV, Part II (2012)
- Twenty Twelve (2012)
- The Best of Men (2012)
- Father Brown (2014)
- La casa del dragón (2022)